# ジョリーロジャー 〜謎の文明と海賊島〜
『ジョリーロジャー 〜謎の文明と海賊島〜』（ジョリーロジャー なぞのぶんめいとかいぞくじま）は、株式会社Razestにより運営されるスマートフォン用ゲームアプリ。ジャンルはカードバトルゲーム。基本プレイ無料で有料ガチャやアイテム課金がある。
コロプラの位置情報ゲームのひとつで、コロプラおよびdゲームにてサービス提供していたが、dゲーム版はdゲームのサービス終了とともに、2023年9月27日に終了した。

## 概要
プレイヤーは海賊船船長としてデッキを作成し、他のプレイヤーの海賊船とカードバトルを行う。他のプレイヤーとともに海賊団（最大20名所属可）を結成し、他の海賊団と戦うことができるほか、各種イベントに参加することができる。また同じ海賊団の団員とは、船を用いた交易やカードのトレードができる。
船を海に進めると現れるモンスターを倒す、あるいは他プレイヤーの海賊船と戦うことで、経験値やコイン、アイテムを集めて海賊カードを強化することができる。また同じ海賊団の他のプレイヤーと交易してアイテムを入手し、船を強化することができる。
携帯電話の位置情報サービスを用いてプレイヤーの現在地を登録することで、ゲーム内でその場所固有のアイテムが入手できるほか、他プレイヤーとの交易にも反映される。
なお、船を1ステップ進めるのに紅玉を1個消費する。12分毎に1個回復するほか、アイテム使用でも回復できる。紅玉は最大10個所有できる。

## バトル
- プレイヤーは各海賊船に、海賊カードと船で構成されるデッキをあらかじめつくり、他プレイヤー等との対戦を行う。
- デッキは船を中心に最大8枚（前列3枚、中列2枚、後列3枚）の海賊カードで構成される。
- カードや船は固有のスピード順などに応じて順次相手のデッキを攻撃する。攻撃を受けて体力がゼロになったカードは行動不能になる。相手の船を沈める（体力をゼロとする）と勝利となる。
- デッキは複数作成することができる。また海戦用や覇戦リーグ用、レイドイベント用など用途に応じたデッキを使用設定することができる。

## 海賊カード
- 海賊カードは、課金・無課金のほか、イベント報酬などで入手することができる。
- 戦・魔・飛・獣の4つの属性を持つ。
- 体力・攻撃力・速さのステータスがあるほか、カード固有のスキル（攻撃・防御等）を持つ。
- モンスターを倒す、他プレイヤーとのバトルに勝利する、専用アイテムを使うなどで経験値を得ると、海賊カードがレベルアップしてステータスが上昇する。
- 同じ海賊カード、もしくは専用のカードを素材として、よりステータスが上のカードに覚醒することができる。覚醒時にアイテム（技玉）を使うことでスキルを追加することができるものもある。
- 最終段階まで覚醒したカードには、転生することでより上位のカード（ステータスが上がる、強いスキルを持つ等）になるものがある。また転生後に再度最終段階まで覚醒したカードには、専用アイテムの使用でさらに上位のカードになる（神魔降臨）ものがある。
- カード固有の強化アイテムを使うことで、スキルをより強いスキルに変えることができる。

## 島・船
- プレーヤー固有の島を開発することで住居や商店などの建物を建築することができる。建物からは定期的に集金できるほか、ランダムでアイテムを入手することもある。強化してレベルを上げた建物からはより多くの資金を入手できる。
- 船は交易によって得た資材や資金で強化することができる。体力や防御力の上昇、速度があがるほか、船固有のスキルを使えるようになる。
- 船はドックを増やすことで複数の船を持つことができるが、建造できる船は、島の住民数によって制限される。

## 主なイベント
平常時
船を海に進めると、釣りで秘宝を入手するほか、遭遇したモンスターを倒すと経験値を入手できる。天候によって現れるモンスターが変わるほか、まれに島への上陸やサルベージイベントなどが発生する。他のプレーヤーと遭遇した場合には、1VS1の海戦が発生する。
定期イベント
覇戦リーグ
他の海賊団との対抗戦。毎日21時に1回開催（土日は12時も加えて2回）。左右に向かい合って配置された両海賊団がお互いに自団の船を相手陣地に進める。出会った船は対戦し、相手を沈めるまで戦う。相手を撃破しながら進み、相手陣地のフラッグを奪取して自陣に持ち帰れば勝利。制限時間1時間以内に決着がつかない場合は、ダメージポイント等による判定。勝利ポイント制で海賊団の順位が決まり、予選とA〜Dのリーグに分かれての本戦がある。
パイレーツグランプリ
全プレイヤーによる個人戦、毎週火曜日に予選リーグ、翌水曜日に本戦トーナメント形式の個人戦。月1回は本戦トーナメント結果からその月のNo.1海賊を決める最終トーナメントがある。
不定期イベント
島イベント
冒険で島に上陸すると、島内の遺跡や神殿に、経験値が非常に高いモンスターが登場する。同一海賊団の団員が特定のイベントモンスターを発見すると、そこから一定時間はより経験値が高いモンスターが登場する。
レイドイベント
海賊団単位で強大なモンスター（レイド）を討伐する。レイド討伐の条件を満たすことで、ダメージポイントを競うチーム対抗戦も発生する。（イベント期間中、最大1日1回）
登場するレイド - ガルグイユ&グランガチ、ムシュフシュ&タラスク、ヒュドラ&ギリメカラ、リンドヴルム&サニードラゴン（過去にはサニードラゴン&ムーンドラゴン）
シャーク団イベント
一定時間内に同じ海賊団の団員が続けて敵海賊（シャーク団）を倒すと、連鎖ボーナス（連鎖数に応じた多額の賞金）がもらえる。
冒険イベント
日替わりで経験値や秘宝、強化アイテムを入手できるイベントが発生する。
海域イベント
あらかじめデッキ設定された敵海賊（ファントムブルー海賊団）がいるエリアを進む。戦った際に得られたアイテムを貯めると海賊の主を召喚でき、倒すとカードやアイテム交換ができるコインがもらえる。

## その他
- 2018年6月14日にこのゲームをモチーフとしたボードゲーム『ジョリーロジャー 〜大海の覇権〜』が株式会社Razestより発売されている。